# 수원지방법원 여주지원
수원지방법원 여주지원은 수원지방법원이 관할하는 사건 중에서 여주시, 양평군, 이천시를 관할하는 사건을 관할하는 법원이다.

## 지원장
| 순번 | 이름   | 재임 기간                           |
| ---- | ------ | ----------------------------------- |
| 1대  | 송문현 | 1946년 11월 19일 ~1948년 12월 9일   |
| 2대  | 이광석 | 1948년 12월 10일 ~ 1949년 11월 14일 |
| 3대  | 노성환 | 1949년 11월 15일 ~ 1952년 12월 22일 |
| 4대  | 박주운 | 1952년 12월 23일 ~ 1958년 2월 6일   |
| 5대  | 정의호 | 1958년 8월 5일 ~ 1960년 11월 21일   |
| 6대  | 김영창 | 1960년 11월 22일 ~ 1961년 8월 25일  |
| 7대  | 이동수 | 1961년 8월 26일 ~ 1963년 2월 27일   |
| 8대  | 송영국 | 1963년 2월 28일 ~ 1968년 1월 24일   |
| 9대  | 김영창 | 1968년 1월 25일 ~ 1969년 4월 14일   |
| 10대 | 박창택 | 1969년 9월 2일 ~ 1971년 9월 19일    |
| 11대 | 강인애 | 1971년 9월 20일 ~ 1972년 6월 15일   |
| 12대 | 김규복 | 1972년 6월 16일 ~ 1973년 3월 31일   |
| 13대 | 이보헌 | 1973년 4월 1일 ~ 1974년 8월 31일    |
| 14대 | 이보환 | 1974년 9월 1일 ~ 1975년 9월 30일    |
| 15대 | 김완기 | 1975년 10월 1일 ~ 1977년 1월 3일    |
| 16대 | 김성만 | 1977년 1월 4일 ~ 1977년 11월 6일    |
| 17대 | 권광중 | 1977년 11월 7일 ~ 1978년 9월 17일   |
| 18대 | 유효봉 | 1978년 9월 18일 ~ 1979년 8월 31일   |
| 19대 | 강봉수 | 1979년 9월 1일 ~ 1980년 7월 30일    |
| 20대 | 최창   | 1980년 9월 8일 ~ 1981년 8월 31일    |
| 21대 | 최형기 | 1981년 9월 1일 ~ 1982년 8월 31일    |
| 22대 | 윤여달 | 1982년 9월 1일 ~ 1983년 8월 31일    |
| 23대 | 심명수 | 1983년 9월 1일 ~ 1984년 8월 31일    |
| 24대 | 민세홍 | 1984년 9월 1일 ~ 1985년 10월 23일   |
| 25대 | 이유주 | 1986년 1월 10일 ~ 1986년 8월 31일   |
| 26대 | 정극수 | 1986년 9월 1일 ~ 1988년 7월 31일    |
| 27대 | 김선봉 | 1988년 8월 1일 ~ 1990년 2월 28일    |
| 28대 | 오세림 | 1990년 3월 1일 ~ 1991년 9월 15일    |
| 29대 | 오세빈 | 1991년 9월 16일 ~ 1993년 8월 31일   |
| 30대 | 송동원 | 1993년 9월 1일 ~ 1995년 2월 28일    |
| 31대 | 민경도 | 1995년 3월 1일 ~ 1997년 2월 26일    |
| 32대 | 김선중 | 1997년 2월 27일 ~ 1998년 2월 28일   |
| 33대 | 양인석 | 1998년 2월 29일 ~ 1999년 10월 24일  |
| 34대 | 여상조 | 1999년 10월 25일 ~ 2000년 2월 17일  |
| 35대 | 이현승 | 2000년 2월 18일 ~ 2002년 2월 17일   |
| 36대 | 이경춘 | 2002년 2월 18일 ~ 2005년 2월 20일   |
| 37대 | 조용준 | 2005년 2월 21일 ~ 2007년 2월 20일   |
| 38대 | 김홍도 | 2007년 2월 21일 ~ 2009년 2월 20일   |
| 39대 | 이범균 | 2009년 2월 21일 ~ 2011년 2월 27일   |
| 40대 | 박홍래 | 2011년 2월 28일 ~ 2013년 2월 22일   |
| 41대 | 김형훈 | 2013년 2월 23일 ~ 2015년 2월 22일   |
| 42대 | 김인택 | 2015년 2월 23일 ~ 2017년 2월 17일   |
| 43대 | 최호식 | 2017년 2월 20일 ~ 현재              |